# Ударение в русинском языке

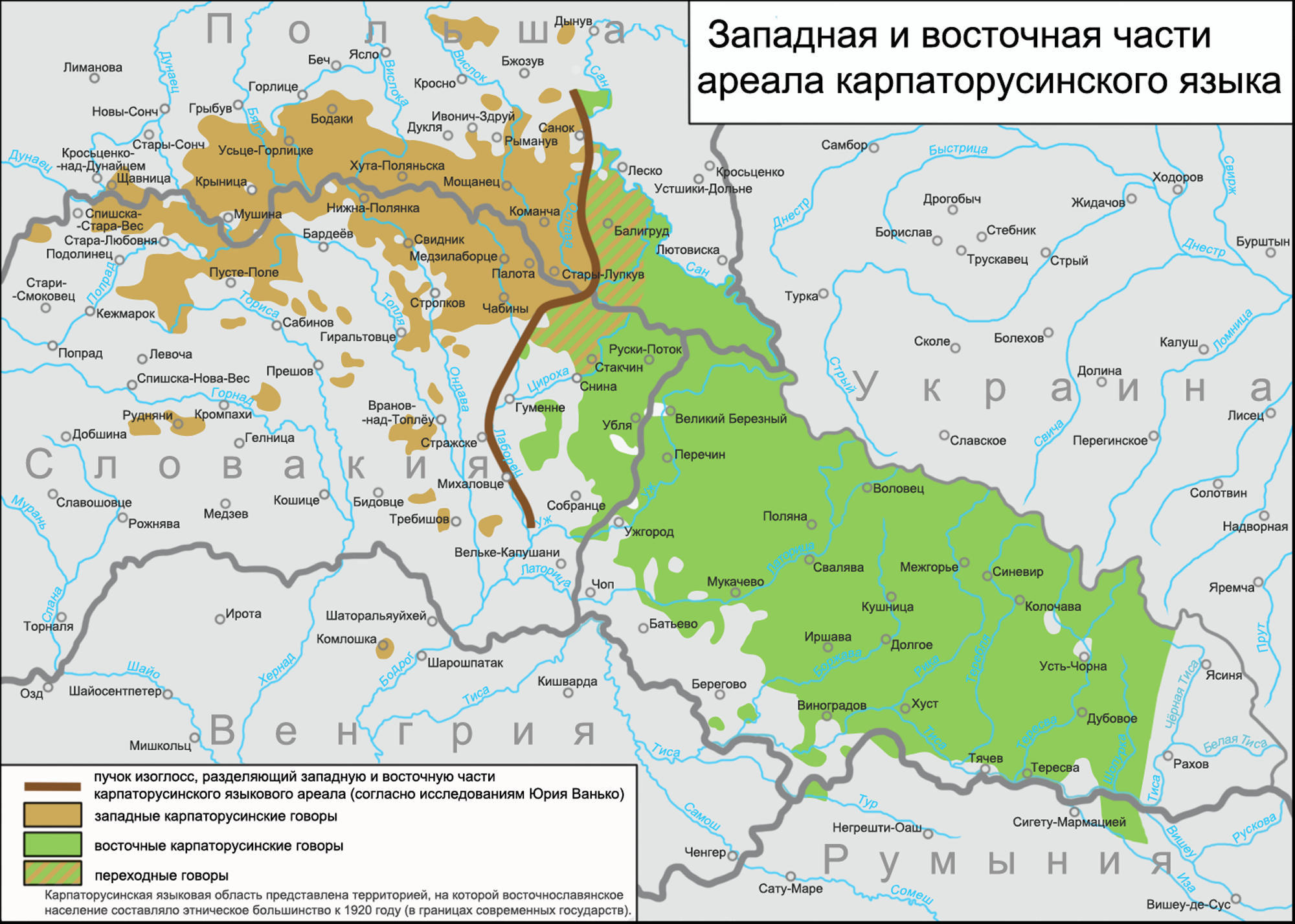
Пучок изоглосс, разделяющий карпаторусинский ареал на западную и восточную части, в который входит изоглосса различия по типу ударения

Ударе́ние в руси́нском языке́ (русин. акцент, призвук, притиск, наглашка) — одна из важнейших просодических характеристик русинской фонологической системы. По своей структуре существенно различается в основных группах русинских диалектов (и в опирающихся на эти диалекты литературных нормах). В русинском языке противопоставляются акцентная система со свободным, или разноместным, (пряш.-русин. вольный, різномістный) и подвижным (пряш.-русин. погыбливый, движный) типом ударения и акцентная система с фиксированным (лемк. сталий, пряш.-русин. сталый, фіксный) парокситоническим (пряш.-русин. пенултімовый, пароксітонічный) типом ударения. Первая из них характерна для восточной диалектной группы карпаторусинского ареала и принята в пряшевско-русинской литературной норме, вторая характерна для говоров западной карпаторусинской диалектной группы и южнорусинского диалектного ареала, и закреплена в лемковской и южнорусинской литературных нормах. В карпаторусинских говорах, переходных между западной и восточной диалектными группами, отмечается фиксированная акцентная система, в которой сохраняются элементы разноместного ударения (главным образом в некоторых грамматических формах). Изоглосса различия по типу ударения является одной из важнейших в пучке изоглосс, который делит карпаторусинский ареал на две основные диалектные области. Главными компонентами ударения для всех русинских идиомов являются сила/интенсивность и длительность ударного слога.

## Характеристика

### Словесное ударение

#### Свободное ударение
Свободная структура словесного ударения (пряш.-русин. словный притиск, акцент) характерна для восточных карпаторусинских говоров, распространённых на большей части Закарпатской области Украины и в ряде приграничных с этим регионом районах Словакии, Польши и Румынии. Свободное, или разноместное, ударение не привязано к определённому слогу от начала или конца словоформы и может падать на любой слог в каждой из словоформ: ˈваша «ваша», оˈтець «отец», бороˈнити «защищать», почиˈнати «начинать», переˈскаковати «перескакивать», пиˈсати «писать» — попереˈписовати «переписать», ˈнести «нести» — неˈсу «несу». Такой тип ударения типичен для всех восточнославянских идиомов, он распространён не только в соседних с русинскими украинских говорах, но и в ужских и сотацких говорах восточного диалекта словацкого языка.
Свободное ударение принято как нормативное в пряшевско-русинском литературном языке, так как подобный тип ударения отмечается в говорах, на которых базируется пряшевская норма — на переходных говорах между западноземплинской и восточноземплинской диалектными группами (с преобладанием языковых черт восточной локализации, в которые входит в числе прочих свободный тип ударения).
Одной из функций свободного ударения в восточных карпаторусинских говорах и в пряшевско-русинской литературной норме является смыслоразличительная функция, позволяющая различать разные слова (муˈка «мука́» — ˈмука «му́ка», на ˈберезї «на холме, склоне» — на беˈрезї «на берёзе») или разные формы слова (жеˈны (родительный падеж единственного числа) «жены» — ˈжены (именительный падеж множественного числа) «жёны», сеˈла (родительный падеж единственного числа) «села» — ˈсела (именительный падеж множественного числа) «сёла»). Ударение в восточных карпаторусинских говорах может переходить на другую морфему при словоизменении (ˈнога «нога», на ˈнозї «на ноге» — з ноˈгов «ногой», ноˈгами «ногами», ˈштири «четыре» — о штиˈрёх «о четырёх») и при словообразовании (пиˈсати «писать» — ˈвыписати «выписать» — выˈписовати «выписывать»), но в большинстве случаев ударение при изменении слов сохраняется на одной и той же морфеме. В зависимости от позиции ударения в слове в пряшевско-русинском литературном языке выделяют инициальный акцентный тип (пряш.-русин. ініціалный тiп акцента) с ударением на первом слоге, пенультимативный или парокситонический акцентный тип (пряш.-русин. пенултімовый, пароксітонічный тiп акцента) — с ударением на предпоследнем слоге и окситонический акцентный тип (пряш.-русин. оксітонічный тiп акцента) — с ударением на последнем слоге. Преобладающими акцентными типами являются инициальный и окситонический. Несмотря на то, что ударение в целом не закрепляется за определённым слогом, в ряде случаев простановка ударения в пряшевской норме подчиняется определённым правилам. В разных частях речи при этом выделяют группы слов с одинаковым акцентным типом. Например, в случае, если инициальное ударение ставится в инфинитиве глагола, то все глагольные формы также будут иметь инициальное ударение (ˈвiдїти «видеть» — ˈвiджу «вижу», ˈвидиш «видишь», ˈвидите «видите», ˈвiдять «видят», ˈвiдїла «видела», ˈвiдїли «видели»), если в инфинитиве четырёхсложного слова ударение ставится на предпоследний слог, то все глагольные формы также будут иметь парокситоническое ударение (полиˈвати «поливать» — поˈливам «поливаю», поˈливаш «поливаешь», полиˈваме «поливаем», полиˈвають «поливают»); при образовании новых слов ряд аффиксов всегда перетягивает ударение на себя: префикс вы- (ˈвыдумка «выдумка»), префикс най- (якˈнайлїпшый «наилучший»), суффикс -ина (полоˈнина «высокогорный луг»), суффикс -еня (качеˈня «катание»).

#### Фиксированное ударение
Фиксированное словесное ударение (лемк. выразовий акцент) на предпоследнем слоге характерно для западных карпаторусинских, или лемковских, говоров, распространённых на северо-востоке Словакии и на юго-востоке Польши (ˈрука «рука», гоˈлова «голова», з короˈвами «с коровами»), и для сочетающих западнославянские и восточнославянские черты южнорусинских говоров, распространённых на севере Сербии и на востоке Хорватии (ˈмама, виˈрекнуц, ґиˈґантски). По этому признаку рассматриваемые русинские говоры, с одной стороны, объединяются с польским языком и восточнословацким диалектом, а, с другой стороны, противопоставляются всем остальным восточнославянским идиомам, которым присуще свободное ударение.
Постоянное ударение на предпоследнем слоге принято в лемковском литературном языке, поскольку оно распространено в большинстве говоров польских лемков — в западных и центральных севернолемковских говорах. Ударение в лемковском ставится на предпоследний слог практически во всех словах: кыˈшенка «кармашек», ноˈнашка «крёстная», черˈвений «красный», волоˈчыти «волочить», переверˈтати «переворачивать». Исключение составляет небольшая группа слов, куда входят главным образом аббревиатуры.
Ударение на предпоследний слог в западных карпаторусинских говорах всегда сохраняется при словоизменении и словообразовании, например, в западных говорах словацких русинов: ˈпечу «пеку» — пеˈчеме «печём»; стрїˈляти «стрелять» — ˈстрїла «стрела» — выстрїˈлити «выстрелить», в то время как в восточных говорах словацких русинов ударение может сохранять своё место на определённой морфеме или перемещаться по разным морфемам безотносительно к позиции от края словоформы: пеˈчу — печеˈме; ˈстрїляти — стрїˈла — ˈвыстрїлити.
В языке польских лемков, считающих себя частью украинского народа, встречаются отдельные формы с ударением не на втором слоге от конца слова (ˈєдного «одного», ˈзнаєте «знаете»), которые проникают в речь в результате влияния украинского литературного языка — из украиноязычных СМИ, при обучении в украинских школах и гимназиях, при посещении храмов грекокатолической церкви. Но в целом под воздействием контактов с польским языком акцентная система речи проукраинских лемков в Польше сохраняет свой фиксированный тип. Напротив, в речи лемков Украины, находящихся в языковом контакте с украинским и русским литературными языками, а также с украинскими говорами, происходит разрушение ударения парокситонического типа. Наиболее активно формы с ударением не на втором слоге от конца слова проникают в речь носителей лемковских говоров младшего поколения, живущих в городах: пятˈсот «пятьсот», коˈли «когда», молоˈко «молоко». Всё чаще такие формы встречаются и у сельских жителей, в том числе и у представителей старшего поколения. Непарокситоническое ударение сохраняют, в частности, заимствования из украинского языка, которые практически не подвергаются фонетической адаптации в речи лемков: взагаˈлі «вообще». Характерной особенностью, показывающей дестабилизацию фиксированного типа акцентуации в речи украинских лемков, являются колебания в ударении у одного и того же носителя в одной и той же словоформе: ˈмуки — муˈки «муки́».
Парокситоническое ударение также является особенностью южнорусинской литературной нормы (как и всех говоров южнорусинского языка). При словоизменении и словообразовании ударение в южнорусинском так же, как и в западных карпаторусинских говорах сдвигается на предпоследний слог: предсиˈдатель — предсидаˈтеля, орґаниˈзовац — орґанизоˈвани. В случае, если слову с одним слогом предшествует односложный предлог или частица нє, то ударение перемещается на них: ˈдо нас, ˈзоз сна, ˈнє знал, ˈнє твой. В ряде случаев ударение в южнорусинском может падать не на предпоследний слог — ударение ставится на последний слог в заимствованных словах с суффиксом -изм (ґермаˈнизм, ґлобаˈлизм); на слог, который был ударным в местоимениях до присоединения суффикса -шик (ˈхторишик, чиˈйогошик); на последний слог в словосочетаниях перˈши раз и остатˈнї раз, образующих единое фонетическое слово; на первый слог в экспрессивной речи (ˈбаяко) и на последний слог в экспрессивной речи в формах l-причастий прошедшего времени (пошˈла, пошˈло).

### Фразовое ударение
Фразовое ударение (пряш.-русин. фразовый, выповідный притиск, акцент) выделяет рему (ядро) высказывания, подчёркивая новое, важное, актуальное в сообщении. Выражается усилением словесного ударения одной из синтагм в составе фразы.
Логическое ударение (пряш.-русин. лоґічный, змысловый притиск, акцент, лемк. льогічный акцент) в русинских идиомах ставится на то слово, которое является наиболее важным для выражения сути высказывания. Выделяется при помощи интонационных средств:
- пряш.-русин. я вам своїм рїшінём хотїв даяк помочі; я вам своїм рїшінём хотїв даяк помочі; я вам своїм рїшінём хотїв даяк помочі — внимание акцентируется или на лицо, к которому обращаются (вам «вам»), или на то, кому именно принадлежит решение (своїм «своим»), или на то, что говорящий хотел сделать (помочі «помочь»)[3][29];
- лемк. заран підеме до ліса на яфыры; заран підеме до ліса на яфыры; заран підеме до ліса на яфыры — внимание обращается или на время (заран «завтра»), или на место (до ліса «в лес»), или на цель похода в лес (на яфыры «по ягоды»)[2].

## История развития
Исторически ударение в русинских идиомах восходит к праславянскому ударению, которое было свободным, или разноместным, а также подвижным (меняющим своё место в разных словоформах одного слова) и музыкальным (с несколькими слоговыми акцентами в ударном слоге). Как и в остальном восточнославянском ареале ударение в русинских диалектах на раннем этапе их формирования утратило музыкальный компонент, став динамически-количественным, но сохранило при этом разноместную и подвижную структуру. В акцентной системе восточных карпаторусинских говоров такое состояние в дальнейшем не изменилось, а в западных карпаторусинских говорах ударение под влиянием соседних западнославянских языков преобразовалось в фиксированное ударение на предпоследнем слоге.

## История изучения
Изучение акцентологии русинских диалектов началось во второй половине XIX века. Вопросов русинского ударения в своих исследованиях в разное время коснулись российские языковеды А. Х. Востоков и А. А. Потебня, а также российские и советские языковеды Л. В. Щерба и Р. И. Аванесов. Кроме того, изучению русинского ударения посвятили свои работы польский лингвист Е. Курилович, норвежский лингвист О. Брок, чехословацкие лингвисты галицкого (украинского) происхождения И. Г. Верхратский, Г. Ю. Геровский, И. А. Панкевич, словацкий лингвист русинского (украинского) происхождения В. П. Латта и другие.